# Kiczora (Ujsoły)
Kiczora (783 m), 785 m – szczyt w Grupie Lipowskiego Wierchu i Romanki w Beskidzie Żywiecko-Orawskim. Znajduje się w południowo-zachodnim grzbiecie Redykalnego Wierchu, który poprzez halę Redykalną, wierzchołek 1067 m, Zapolankę i Kiczorę opada do doliny Wody Ujsolskiej w Ujsołach. Wschodnie stoki Kiczory opadają do doliny Bystrej i Jakubowskiego Potoku (jej dopływ), stoki północno-zachodnie opadają do doliny Nickuliny i wcinają się w nie trzy potoki, jej dopływy. W południowo-zachodnim kierunku odchodzi od Kiczory grzbiet, który poprzez wzniesienia Wilczy Groń 665 m, wierzchołek 662 m i Cząpel 663 m ciągnie się wzdłuż prawego brzegu potoku Moroniec i niżej Wody Ujsolskiej.
Słowo kiczora jest pochodzenia wołoskiego. Pochodzi od słowa chicera oznaczającego zarośniętą górę i w Karpatach jest wiele gór o tej nazwie. Kiczora nad Ujsołami istotnie jest w większości zarośnięta lasem, jednak w wyniku wielowiekowego osadnictwa duża część jej stoków, szczególnie północnych i zachodnich, zamieniona została na pola uprawne. Zalesionymi stokami wschodnimi, omijając wierzchołek Kiczory prowadzi czarny szlak turystyczny. Powyżej Kiczory, na osiedlu Zapolanka krzyżuje się z żółtym szlakiem z Rajczy i od tego miejsca w górę prowadzi już tylko żółty szlak.
Kiczora znajduje się w granicach miejscowości Ujsoły w województwie śląskim, w powiecie żywieckim, w gminie Ujsoły.

## Szlaki turystyczne
Ujsoły – Kiczora – Zapolanka – Redykalny Wierch – hala Lipowska – hala Rysianka – Romanka.